# Климово (городской округ Коломна)
Климово — деревня в городском округе Озёры Московской области России. Население — 26 человек (2015).

## География
Расположена в восточной части района, примерно в 10,5 км к востоку от центра города Озёры. В деревне одна улица — Огородная, зарегистрировано одно садовое товарищество. Связана автобусным сообщением с районным центром. Ближайшие населённые пункты — сёла Сенницы-1, Сенницы-2 и Полурядинки.

## История
В XVI веке упоминается как сельцо Климово или Климова Поляна, в материалах Генерального межевания XVIII века — сельцо Климова Поляна.
В «Списке населённых мест» 1862 года Климово — владельческая деревня 1-го стана Зарайского уезда Рязанской губернии между Каширской дорогой и рекой Осётр, в 16 верстах от уездного города, при речке Синичке, с 12 дворами и 123 жителями (62 мужчины, 61 женщина).
По данным 1905 года входила в состав Сенницкой волости Зарайского уезда, проживало 254 жителя (134 мужчины, 120 женщин), насчитывалось 29 дворов. Местное население занималось ручной выработкой нанки и сарпинки.
С 1929 года — населённый пункт в составе Озёрского района Коломенского округа Московской области. С 1930-го, в связи с упразднением округа, — в составе Озёрского района Московской области.
В 1939 году из Полурядниковского сельсовета селение передано в Сенницкий сельсовет, а в начале 1950-х гг. возвращено обратно.
В 1959 году, в связи с упразднением Озёрского района, Полурядниковский сельсовет вошёл в состав Коломенского района, в составе которого был вновь упразднён с передачей его территории всё тому же Сенницкому сельсовету.
В 1969 году Озёрский район был воссоздан.
С 1994 по 2006 год — деревня Сенницкого сельского округа.
С 2006 года — деревня сельского поселения Клишинское.

## Население
| 1859 | 1905 | 2002 | 2006 | 2010 | 2015 |
| ---- | ---- | ---- | ---- | ---- | ---- |
| 123  | ↗254 | ↘12  | ↘9   | ↗19  | ↗26  |